# Luxemburgo en los Juegos Olímpicos de México 1968
Luxemburgo estuvo representado en los Juegos Olímpicos de México 1968 por cinco deportistas, tres hombres y dos mujeres, que compitieron en cinco deportes.
El portador de la bandera en la ceremonia de apertura fue el atleta Charel Sowa. El equipo olímpico luxemburgués no obtuvo ninguna medalla en estos Juegos.